# Omeganebel
Der Omeganebel (auch mit Messier 17 oder NGC 6618 bezeichnet, selten auch Schwanennebel oder Hufeisennebel) ist ein Emissionsnebel im Nordteil des Sternbilds Schütze. Er besitzt eine scheinbare Helligkeit von +6,00 mag und einen Durchmesser von 15′.
Durch die Strahlung der im Inneren liegenden jungen Sterne wird er zum Leuchten angeregt und erscheint in einem roten bis rosa Farbton. Er liegt im Sagittarius-Arm der Milchstraße, einem sehr nebelreichen Sternentstehungsgebiet, und erstreckt sich im sichtbaren Bereich über 15 Lichtjahre. Die Materieansammlung dagegen erstreckt sich wesentlich weiter über einen Durchmesser von 40 Lichtjahren. Es entstehen immer noch Sterne in diesem H-II-Gebiet, was auch die 35 jungen Sterne zeigen, die als offener Sternhaufen im Nebel verborgen sind. Der Nebel umfasst etwa 800 Sonnenmassen. M17 kann leicht am Himmel gefunden werden und befindet sich in der Nähe des Adlernebels (M16).